# 小槻統良
小槻 統良（おづき の むねよし、生年不詳 - 正安2年1月7日〈1300年1月29日〉）は、鎌倉時代の官人。初名は兼賀のち統栄、冬良、統良。左大史・小槻顕衡の子。官位は正五位下・左大史

## 経歴
亀山院政期の弘安5年（1282年）正五位下に叙せられ、弘安9年（1286年）主殿頭に任ぜられる。また、関白・鷹司兼忠の政所別当も務めた。この頃、兼賀から統栄、冬良、統良に改名した。
永仁6年（1298年）父の小槻顕衡が没すると、統良が左大史に任ぜられ、引き続き壬生流で大夫史の地位を占めた。のち、記録所奉行や修理東大寺大仏長官を務める。正安元年（1299年）小槻伊綱が左大史に任ぜられて再び大夫史に壬生・大宮両流が並び立つが、正安2年（1300年）正月5日に統良は大夫史在任1年余りで出家し、7日に卒去。

## 官歴
- 弘安5年（1282年） 11月25日：正五位下[2]
- 弘安9年（1286年） 3月26日：主殿頭[2]
- 時期不詳：兼賀から統栄、冬良、統良に改名[3]
- 永仁6年（1298年） 12月13日：左大史[4][3]
- 時期不詳：記録所奉行。修理東大寺大仏長官[3]
- 正安2年（1300年） 正月5日：出家[5]。正月7日：卒去[3]

## 系譜
『系図纂要』による。
- 父：小槻顕衡
- 母：中原行範の娘
- 妻：倫有の娘
  - 男子：小槻千宣